# Cindy Ngamba
Cindy Ngamba (født 1998) er en camerounsk bokser.
Hun repræsenterede det olympiske flygtningehold ved sommer-OL 2024 i Paris, hvor hun vandt bronze i mellemvægtskategorien. Dette var den første medalje for det olympiske flygtningehold siden dets introduktion i 2016.

## Personligt liv
Ngamba blev født i Cameroun. I en alder af 11 flyttede Ngamba til Storbritannien. Hendes onkel mistede Ngambas immigrationspapirer, da han flyttede tilbage til Cameroun. Ngamba har siden fået en BA (Hons) grad i kriminalitet og strafferet fra University of Bolton.
I 2019 blev Ngamba og hendes bror tilbageholdt, mens de var på et immigrationskontor i Bolton , og sendt til et detentionscenter i London. De blev løsladt den følgende dag. Som 18-årig kom Ngamba ud som lesbisk; som sådan kan hun ikke vende tilbage til Cameroun uden risiko for fængsling, da homoseksualitet er ulovligt der.